# Kruševac
Kruševac (cyr. Крушевац) – miasto we wschodniej Serbii, stolica okręgu rasińskiego i siedziba miasta Kruševac. Leży przy ujściu rzeki Rasina do Morawy Zachodniej. W 2011 roku liczyło 58 745 mieszkańców.
Główna ulica Kruševaca to Mirka Tomića, na której się znajduje pomnik upamiętniający bitwę na Kosowym Polu. W 1389 r. Kruševac był stolicą Serbii i z tego miasta serbskie wojsko wyruszyło w bój.
W centrum miasta, od niedawna, jest deptak, tzw. „bid zona”, przy którym znajduje się mnóstwo pubów.
W Kruševacu znajdują się dwie zabytkowe cerkwie. Cerkiew dworska, zwana od imienia fundatora Lazarica, z XIV wieku, wokół której znajdują się gruzy starego miasta zburzone podczas panowania Turków. Znajduje się tam także pomnik cara Łazarza I Hrebeljanovicia, który dowodził wojskami serbskimi podczas bitwy na Kosowym Polu. Druga cerkiew z XVIII wieku nosi wezwanie św. Jerzego.
Niedaleko miasta znajduje się Slobodiste, pomnik zabitych w drugiej wojnie światowej.
Powyżej miasta znajduje się Bagdala.
W mieście znajduje się stacja kolejowa Kruševac oraz port lotniczy Kruševac.
Klub piłkarski: Napredak.
W mieście rozwinął się przemysł maszynowy, środków transportu, chemiczny, włókienniczy oraz drzewny.

## Miasta partnerskie
- Pistoia, Włochy
- Trogir, Chorwacja
- Travnik, Bośnia i Hercegowina
- Korfu, Grecja
- Szentendre, Węgry
- Kirjat Gat, Izrael
- Râmnicu Vâlcea, Rumunia
- Wołgograd, Rosja
- Stara Zagora, Bułgaria
- Riazań, Rosja
- Žalec, Słowenia
- Bijeljina, Bośnia i Hercegowina